# Comuna Novostepanivka, Novomoskovsk
Novostepanivka (în ucraineană Новостепанівка) este o comună în raionul Novomoskovsk, regiunea Dnipropetrovsk, Ucraina, formată din satele Harasîmivka, Hnativka, Ivano-Mîhailivka, Novostepanivka (reședința), Radselo și Varvarivka.

## Demografie
Componența lingvistică a satului Novostepanivka
     Ucraineană (92,96%)
     Rusă (6,26%)
     Alte limbi (0,17%)
Conform recensământului din 2001, majoritatea populației satului Novostepanivka era vorbitoare de ucraineană (92,96%), existând în minoritate și vorbitori de rusă (6,26%).